# Fredrik Wilhelm Pipping
Fredrik Wilhelm Pipping (Turku, 14 de dezembro em 1783 - Helsínquia, 23 de janeiro em 1868) foi um linguista e bibliotecário finlandês. Era avô de Hugo Pipping e Aline Pipping.
Pipping tornou-se estudante em 1799, obtendo a graduação em  1805 e o cargo de professor associado em literatura grega em 1806. A partir de 1806-1807, continuou os estudos em clássicos e línguas orientais na Universidade de Uppsala, tendo iniciado em 1807 em Turku as suas atividades de ensino, com palestras sobre gramática grega. Logo se voltou para a história da literatura. Fez em 1812 palestras públicas, foi nomeado em 1813 para bibliotecário adjunto e foi promovido em 1814 a professor de história.
Com a biblioteca quase totalmente destruída pelo fogo de Turku, em 1827, trabalhou incansavelmente na sua restauração. Sua coleção de publicações impressas finlandesas, "Fennica", foi fundada e completada por ele. Renuncia à cátedra em 1837, mas manteve-se no serviço bibliotecário até 1845. Como bibliotecário, era partidário de Henrik Gabriel Porthan. Foi levado à nobreza em 1839.

## Carreira
Fredrik Wilhelm Pipping atuou como professor de história da educação, reitor universitário e chefe do comitê eclesiástico do Senado. Em particular, Pipping ficou conhecido como o bibliotecário universitário que remontou a biblioteca após o incêndio devastador em Turku. O resultado deste trabalho foi uma lista de livros impressos em finlandês. O trabalho de Pipping ainda é útil e necessário para todos aqueles que trabalham com antigas gravuras finlandesas.